# Mohammed Boudia

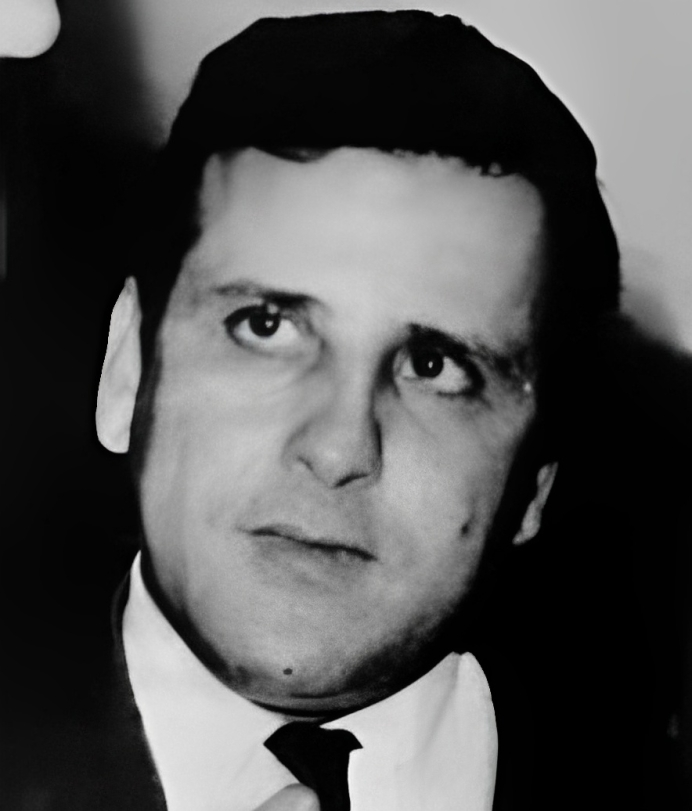
Mohammed Boudia

Mohammed Boudia (* 24. Februar 1932 in Bab Jedid; † 28. Juni 1973 in Paris) war ein algerischer Terrorist und Mitglied der Volksfront zur Befreiung Palästinas.
Boudia engagierte sich auf algerischer Seite im Algerischen Unabhängigkeitskrieg.
Boudia wird beschrieben als „bunte Mischung aus algerischem Revolutionär, bisexuellem Bohemien und Playboy, Abenteurer und Erzterrorist“, der sowohl für die Volksfront zur Befreiung Palästinas als auch für die Terrororganisation Schwarzer September tätig war.
Für letztere war er von Ali Hassan Salameh persönlich angeworben worden. Sein Theater in Paris diente nur als Tarnung für seine terroristischen Anschlagspläne. Er wurde im Zusammenhang mit seiner Verwicklung in die Geiselnahme von München von der Sondereinheit Caesarea des israelischen Geheimdienstes Mossad durch eine in seinem Auto platzierte Anti-Personen-Mine getötet.
Aus Rache für seinen Tod wurde der israelische Militärattaché in Washington Josef (Joe) Alon zwei Tage später ermordet. Sein Tod ist bisher nicht endgültig aufgeklärt. Vermutlich war Ilich Ramírez Sánchez (Carlos, der Schakal) an dem Mord beteiligt.

## Werke (Auswahl)
- Naissances, Theaterstück
- L`olivier, Theaterstück, 1962
- Die Orakel, Erzählung, 1964, aus dem Französischen übersetzt von Renate Vogt